# Oakland Skates
Die Oakland Skates waren ein US-amerikanisches Inlinehockeyfranchise aus Oakland im Bundesstaat Kalifornien. Es existierte von 1993 bis 1996 und nahm an vier Spielzeiten der professionellen Inlinehockeyliga Roller Hockey International teil.
Die Heimspiele des Teams wurden in der Oakland–Alameda County Coliseum Arena (1993 bis 1995) und Henry J. Kaiser Arena (1996) ausgetragen.

## Geschichte
Die Oakland Skates waren 1993 eines von zwölf Teams, die in der Saison 1993 am Spielbetrieb der neu gegründeten professionellen Roller Hockey International teilnahmen. Die Skates gelangten in ihrer Premierensaison, mit Cheftrainer Garry Unger, nach Playoff-Siegen gegen die St. Louis Vipers und Calgary Rad’z ins Murphy-Cup-Finale, in dem sie den Anaheim Bullfrogs unterlagen.
Nachdem in der Spielzeit 1994 die Teilnahme an der Endrunde verpasst worden war, schieden die Skates im Folgejahr in der ersten Runde aus; dasselbe geschah im Jahr 1996.
Nach der Saison 1996 trat das Team aus der Liga aus.
1993 hatte das Team einen Zuschauerschnitt von 2685, dieser pendelte in den Folgejahren zwischen 2608 und 4444 Zuschauern. Der Zuschauerkrösus Anaheim Bullfrogs hatte im Jahr 1993 einen Schnitt von 8366, während lediglich 1526 Zuschauer die Spiele der Florida Hammerheads besuchen wollten.
Die Teamfarben waren zunächst Blau und Gold, ab der Saison 1994 Lila, Jadegrün, Schwarz und Weiß.

## Saisonstatistik
Abkürzungen: Sp = Spiele, S = Siege, N = Niederlagen, U = Unentschieden, OTN = Niederlagen nach Overtime oder Shootout, Pkt = Punkte, T = Erzielte Tore, GT = Gegentore
| Saison | Sp | S  | N  | U | OTN | Pkt | T   | GT  | Platz         | Playoffs |
| 1993   | 14 | 5  | 9  | 0 | –   | 10  | 112 | 122 | 3., Buss      | Sieg im Playoff-Viertelfinale, 7:5 (St. Louis) Sieg im Playoff-Halbfinale, 8:5 (Calgary) Niederlage im Murphy-Cup-Finale, 0:2 (Anaheim) |
| 1994   | 22 | 10 | 12 | 0 | –   | 20  | 144 | 171 | 5., Pacific   | nicht qualifiziert |
| 1995   | 24 | 10 | 10 | 4 | –   | 24  | 157 | 173 | 4., Northwest | Niederlage im Conference-Viertelfinale, 0:2 (Vancouver)                                                                                 |
| 1996   | 28 | 15 | 11 | – | 2   | 32  | 187 | 181 | 2., Northwest | Niederlage im Conference-Halbfinale, 1:2 (Vancouver)                                                                                    |

## Bekannte Spieler
- Mike Berger
- Alain Côté
- Justin Duberman
- Stu Kulak
- Sasha Lakovic
- Dave Pasin